# میخل فان آرده
میخل فان آرده (انگلیسی: Michel Van Aerde؛ زادهٔ ۲ اکتبر ۱۹۳۳) دوچرخه‌سوار اهل بلژیک است.
از باشگاه‌هایی که در آن بازی کرده‌است می‌توان به تیم دوچرخه‌سواری کارپانو اشاره کرد.